# 第四屆立法院
第4屆立法院是中華民國行憲後的第四屆立法院，該屆立法委員任期自1999年2月1日起至2002年1月31日止，由中華民國自由地區選舉產生，共召開了6個會期和2次臨時會。為顧及精省後第十屆臺灣省議會79名議員的政治生涯，國民大會修憲將立院席次由前屆的164席擴充61席至225席。本屆立院初時由執政的中國國民黨取得絕對多數議席，然而在2000年3月親民黨成立後，部分國民黨及新黨立法委員改加入親民黨黨團運作。

## 席次概況
| 顏色   | 政黨名稱           | 當選時席次 | 解散時席次 | 席次變化 | 備註                                  |
| ------ | ------------------ | ---------- | ---------- | -------- | ------------------------------------- |
|        | 中國國民黨         | 123        | 109        | ▼14      | 1999年2月1日~2000年5月19日為執政黨。  |
|        | 民主進步黨         | 70         | 59         | ▼11      | 2000年5月20日~2002年1月31日為執政黨。 |
|        | 新黨               | 11         | 7          | ▼4       |                                       |
|        | 親民黨             | -          | 17         | ▲17      | 自中國國民黨內脫離成立的政黨。        |
|        | 全國民主非政黨聯盟 | 3          | 0          | ▼3       |                                       |
|        | 建國黨             | 1          | 1          | -        |                                       |
|        | 新國家連線         | 1          | 0          | ▼1       |                                       |
|        | 無黨籍             | 12         | 14         | ▲2       |                                       |
| 總席次 | 總席次             | 225        | 207        | ▼18      |                                       |

註：本屆立院橫跨李登輝政府與陳水扁政府兩屆政府，中間歷經政黨輪替，故不特別標示出執政黨。

## 主要議案

### 通過法案
第4屆立法院通過制定了以下主要法案：
- 《入出國及移民法》
- 《菸酒管理法》
- 《離島建設條例》
- 《軍事教育條例》
- 《土地徵收條例》
- 《國防法》
- 《民防法》
- 《九二一震災重建暫行條例》
- 《千禧年資訊年序爭議處理法》
- 《菸酒稅法》[2]
- 《公職人員利益衝突迴避法》
- 《災害防救法》[3]:130,140
- 《金融機構合併法》
- 《企業併購法》[4]

除此之外，本屆立法院另通過以下重要法案的修正或廢止：
- 《省縣自治法》、《直轄市自治法》：廢止該二法，由《地方制度法》所取代。[5]
- 《姓名條例》：將改名次數由1次放寬為2次。
- 《公平交易法》：簡化企業併購的行政程序。
- 《證券交易法》：修正加強內部人責任，明定股東協議的法律效力。[4]

### 其他議案
- 通過申請加入世界贸易组织一案，後由陳水扁總統簽署批准。

## 外部連結
- 立法院智庫知識平台 （页面存档备份，存于）